# Премія БАФТА найкращому іноземному акторові
Премія BAFTA за найкращу чоловічу роль вручається щорічно з 1953 року за ролі у фільмах, які вийшли на екран у рік, що передує премії. Нагороду можуть отримувати актори усіх національностей.
У 1969 році дві нагороди найкращому британському та іноземному актору були об'єднані в єдину премію найкращому актору.
Нижче приведений повний список лауреатів і номінантів найкращому іноземному актору (1953–1970). Імена переможців виділені жирним шрифтом і окремим кольором. Рік у таблиці вказує рік виходу фільмів; церемонія вручення традиційно відбувається наступного календарного року.

## 1952–1959
| Рік  | Церемонія | Фото лауреатів                                                                   | Лауреати і номінанти |
| ---- | --------- | -------------------------------------------------------------------------------- | -------------------- |
| 1952 | 6-а       |                                                                                  |                      |
| 1952 | 6-а       | • Марлон Брандо — «Віва Сапата!» за роль Еміліано Сапата                         |                      |
| 1952 | 6-а       | • Франческо Голісано — «Чудо в Мілані» за роль Тото                              |                      |
| 1952 | 6-а       | • Гамфрі Богарт — «Африканська королева» за роль Чарлі Оллната                   |                      |
| 1952 | 6-а       | • Фредрік Марч — «Смерть комівояжера» за роль Віллі Ломана                       |                      |
| 1952 | 6-а       | • П'єр Френе — «Бог потребує людей» за роль Томаса Гурвеннека                    |                      |
| 1953 | 7-а       |                                                                                  |                      |
| 1953 | 7-а       | • Марлон Брандо — «Юлій Цезар» за роль Марка Антонія                             |                      |
| 1953 | 7-а       | • Ван Хефлін — «Шейн» за роль Джо Старрета                                       |                      |
| 1953 | 7-а       | • Спенсер Трейсі — «Акторка» за роль Клінтона Джоунса                            |                      |
| 1953 | 7-а       | • Грегорі Пек — «Римські канікули» за роль Джо Бредлі                            |                      |
| 1953 | 7-а       | • Едді Альберт — «Римські канікули» за роль Ірвіна Радовіча                      |                      |
| 1953 | 7-а       | • Марсель Мулуджі — «Всі ми вбивці» за роль Рене Ле Гена                         |                      |
| 1953 | 7-а       | • Клод Лейдю — «Щоденник сільського священика» за роль священика                 |                      |
| 1954 | 8-а       |                                                                                  |                      |
| 1954 | 8-а       | • Марлон Брандо — «В порту» за роль Террі Маллоя                                 |                      |
| 1954 | 8-а       | • Хосе Феррер — «Бунт на «Кейні»» за роль лейтенанта Барні Грінвалда             |                      |
| 1954 | 8-а       | • Фредрік Марч — «Номер для директорів» за роль Лорена Фініса Шоу                |                      |
| 1954 | 8-а       | • Джеймс Стюарт — «Історія Гленна Міллера» за роль Гленна Міллера                |                      |
| 1954 | 8-а       | • Невілл Бренд — «Бунт в тюремному блоці 11» за роль Джеймса В. Данна            |                      |
| 1955 | 9-а       |                                                                                  |                      |
| 1955 | 9-а       | • Ернест Боргнайн — «Марті» за роль Марті Полетті                                |                      |
| 1955 | 9-а       | • Джеймс Дін — «На схід від раю» за роль Калеба Траска                           |                      |
| 1955 | 9-а       | • Джек Леммон — «Містер Робертс» за роль Френка Палвера                          |                      |
| 1955 | 9-а       | • Френк Сінатра — «Не як чужий» за роль Альфреда Бунна                           |                      |
| 1955 | 9-а       | • Тосіро Міфуне — «Сім самураїв» за роль Кукітійо                                |                      |
| 1955 | 9-а       | • Такасі Сімура — «Сім самураїв» за роль Камбей Сімада                           |                      |
| 1956 | 10-а      |                                                                                  |                      |
| 1956 | 10-а      | • Франсуа Пер'є — «Жервеза» за роль Анрі Купо                                    |                      |
| 1956 | 10-а      | • Карл Молден — «Лялечка» за роль Арчі Лі Мігена                                 |                      |
| 1956 | 10-а      | • П'єр Фресне — «Розстрига» за роль Моріса Морана                                |                      |
| 1956 | 10-а      | • Спенсер Трейсі — «Гора» за роль Закері Теллера                                 |                      |
| 1956 | 10-а      | • Вільям Голден — «Пікнік» за роль Хела Картера                                  |                      |
| 1956 | 10-а      | • Джеймс Дін — «Бунтар без ідеалу» за роль Джима Старка                          |                      |
| 1956 | 10-а      | • Френк Сінатра — «Людина з золотою рукою» за роль Френкі Мечіна                 |                      |
| 1956 | 10-а      | • Гуннар Бйорнстранд — «Улыбки летней ночи» за роль Фредріка Егермана            |                      |
| 1957 | 11-а      |                                                                                  |                      |
| 1957 | 11-а      | • Генрі Фонда — «12 розгніваних чоловіків» за роль архітектора Девіса            |                      |
| 1957 | 11-а      | • Сідні Пуатьє — «Міська околиця» за роль Томмі Тайлера                          |                      |
| 1957 | 11-а      | • Ед Вінн — «Велика людина» за роль Пола Бізлі                                   |                      |
| 1957 | 11-а      | • Жан Габен — «Через Париж» за роль Гранжиля                                     |                      |
| 1957 | 11-а      | • Річард Бейсхарт — «Обмеження за часом» за роль Гаррі Каргілла                  |                      |
| 1957 | 11-а      | • Тоні Кертіс — «Солодкий запах успіху» за роль Сідні Фалко                      |                      |
| 1957 | 11-а      | • Роберт Мітчем — «Бог знає, містер Аллісон» за роль містера Аллісона            |                      |
| 1957 | 11-а      | • П'єр Брассер — «Порт де Ліла: На околиці Парижу» за роль Жужу                  |                      |
| 1958 | 12-а      |                                                                                  |                      |
| 1958 | 12-а      | • Сідні Пуатьє — «Ті, що не схилили голів» за роль Ноа Каллена                   |                      |
| 1958 | 12-а      | • Тоні Кертіс — «Ті, що не схилили голів» за роль Джона Джексона                 |                      |
| 1958 | 12-а      | • Пол Ньюман — «Кішка на розжареному даху» за роль Бріка Полліта                 |                      |
| 1958 | 12-а      | • Гленн Форд — «Пастух» за роль Джейсона Світа                                   |                      |
| 1958 | 12-а      | • Віктор Шестрьом — «Полунична галявина» за роль професора Ісака Борга           |                      |
| 1958 | 12-а      | • Чарльз Лоутон — «Свідок звинувачення» за роль сера Вілфріда Робартса           |                      |
| 1958 | 12-а      | • Марлон Брандо — «Молоді леви» за роль лейтенанта Крістіана Дістла              |                      |
| 1958 | 12-а      | • Спенсер Трейсі — «Останнє ура» за роль майора Френка Скеффінгтона              |                      |
| 1958 | 12-а      | • Курд Юргенс — «Ворог знизу» за роль капітана фон Штольберга                    |                      |
| 1958 | 12-а      | • Курд Юргенс — «Заїжджий двір шостого ступеню щастя» за роль капітана Лина Нана |                      |
| 1959 | 13-а      |                                                                                  |                      |
| 1959 | 13-а      | • Джек Леммон — „В джазі тільки дівчата“ за роль Джеррі/Дафни                    |                      |
| 1959 | 13-а      | • Такасі Сімура — „Жити“ за роль Ватанабе                                        |                      |
| 1959 | 13-а      | • Збігнєв Цибульський — „Попіл і діамант“ за роль Мацека                         |                      |
| 1959 | 13-а      | • Джеймс Стюарт — „Анатомія убивства“ за роль Пола Біглера                       |                      |
| 1959 | 13-а      | • Жан Габен — „Мегре розставляє тенета“ за роль комісара Мегре                   |                      |
| 1959 | 13-а      | • Жан Дезаї — „Мегре розставляє тенета“ за роль Марселя Морана                   |                      |

## 1960–1969
| Рік  | Церемонія | Фото лауреатів | Лауреати і номінанти                                                                      |
| ---- | --------- | --- | ----------------------------------------------------------------------------------------- |
| 1960 | 14-а      | |                                                                                           |
| 1960 | 14-а      | • Джек Леммон — «Квартира» за роль Бада Бакстера                                                                       |                                                                                           |
| 1960 | 14-а      | • Фредрік Марч — «Пожнеш бурю» за роль Меттью Харрісона Брейді                                                         |                                                                                           |
| 1960 | 14-а      | • Спенсер Трейсі — «Пожнеш бурю» за роль Генрі Драммонда                                                               |                                                                                           |
| 1960 | 14-а      | • Ів Монтан — «Займемося любов'ю» за роль Жана-Марка Клемана                                                           |                                                                                           |
| 1960 | 14-а      | • Берт Ланкастер — «Елмер Гантрі» за роль Елмера Гантрі                                                                |                                                                                           |
| 1960 | 14-а      | • Джордж Гемілтон — «Злочин і кара по-американськи» за роль Роберта                                                    |                                                                                           |
| 1961 | 15-а      | |                                                                                           |
| 1961 | 15-а      | • Пол Ньюман — «Шахрай» за роль Едді Фелсона                                                                           |                                                                                           |
| 1961 | 15-а      | • Філіпп Лерой — «Діра» за роль Маню Бореллі                                                                           |                                                                                           |
| 1961 | 15-а      | • Володимир Івашов — «Балада про солдата» за роль рядового Альоі Скворцова                                             |                                                                                           |
| 1961 | 15-а      | • Альберто Сорді — «Найкращі вороги» за роль капітана Блазі                                                            |                                                                                           |
| 1961 | 15-а      | • Монтгомері Кліфт — «Нюрнберзький процес» за роль Рудольфа Петерсена                                                  |                                                                                           |
| 1961 | 15-а      | • Максиміліан Шелл — «Нюрнберзький процес» за роль Ганса Рольфа                                                        |                                                                                           |
| 1961 | 15-а      | • Сідні Пуатьє — «Родзинка на Сонці» за роль Волтера Лі Янгера                                                         |                                                                                           |
| 1962 | 16-а      | |                                                                                           |
| 1962 | 16-а      | • Берт Ланкастер — «Любитель птахів з Алькатрасу» за роль Роберта Франкліна Страуда                                    |                                                                                           |
| 1962 | 16-а      | • Ентоні Квінн — «Лоуренс Аравійський» за роль Ауди абу Тайя                                                           |                                                                                           |
| 1962 | 16-а      | • Франко Чітті — «Аккатоне» за роль Вітторіо Аккатоне                                                                  |                                                                                           |
| 1962 | 16-а      | • Чарльз Лоутон — «Рада і згода» за роль сенатора Сіба Кулі                                                            |                                                                                           |
| 1962 | 16-а      | • Роберт Райян — «Бялля Бад» за роль Джона Клеггарта                                                                   |                                                                                           |
| 1962 | 16-а      | • Джордж Гемілтон — «Світло на площі» за роль Фабріціо Наккареллі                                                      |                                                                                           |
| 1962 | 16-а      | • Кірк Дуглас — «Самотні — найсміливіші» за роль Джека Бернса                                                          |                                                                                           |
| 1962 | 16-а      | • Жан-Поль Бельмондо — «Леон Морен, священик» за роль Леона Морена                                                     |                                                                                           |
| 1962 | 16-а      | • Жорж Вілсон — «Така довга відсутність» за роль Бродяги                                                               |                                                                                           |
| 1963 | 17-а      | |                                                                                           |
| 1963 | 17-а      | • Марчелло Мастроянні — «Розлучення по-італійськи» за роль Фердинандо                                                  |                                                                                           |
| 1963 | 17-а      | • Пол Ньюман — «Хад» за роль Хада Беннона                                                                              |                                                                                           |
| 1963 | 17-а      | • Ховард Да Сілва — «Девід і Ліза» за роль доктора Суінфорда                                                           |                                                                                           |
| 1963 | 17-а      | • Джек Леммон — «Дні вина і троянд» за роль Джо Клея                                                                   |                                                                                           |
| 1963 | 17-а      | • Грегорі Пек — «Убити пересмішника» за роль Аттікуса Фінча                                                            |                                                                                           |
| 1966 | 18-а      | |                                                                                           |
| 1966 | 18-а      | • Марчелло Мастроянні — «Вчора, сьогодні, завтра» за роль Карміне Сбараті/Ренцо/Аугусто Русконі                        |                                                                                           |
| 1966 | 18-а      | • Кері Грант — «Шарада» за роль Пітера Джошуа                                                                          |                                                                                           |
| 1966 | 18-а      | • Сідні Пуатьє — «Польові лілеї» за роль Гомера Сміта                                                                  |                                                                                           |
| 1966 | 18-а      | • Стерлінґ Гайден — «Доктор Стренджлав, або: Як я перестав хвилюватись і полюбив бомбу» за роль генерала Джека Ріппера |                                                                                           |
| 1965 | 19-а      | |                                                                                           |
| 1965 | 19-а      | • Лі Марвін — «Кет Баллу» за роль Кіда Шеліна/Тіма Строна і «Вбивці» за роль Чарлі Строма                              |                                                                                           |
| 1965 | 19-а      | • Ентоні Квінн — «Грек Зорба» за роль Зорби                                                                            |                                                                                           |
| 1965 | 19-а      | • Інокентій Смоктуновський — «Гамлет» за роль Гамлета                                                                  |                                                                                           |
| 1965 | 19-а      | • Оскар Вернер — «Корабель дурнів» за роль доктора Шуманна                                                             |                                                                                           |
| 1965 | 19-а      | • Джек Леммон — «Хороший сусід Сем» за роль Сема Біссела                                                               |                                                                                           |
| 1965 | 19-а      | • Джек Леммон — «Як пришити свою дружиноньку» за роль Стенле Форда                                                     |                                                                                           |
| 1966 | 20-а      | |                                                                                           |
| 1966 | 20-а      | • Род Стайгер — «Лихвар» за роль Сола Назермана                                                                        |                                                                                           |
| 1966 | 20-а      | • Сідні Пуатьє — «Клаптик синяви » за роль Гордона Релфа                                                               |                                                                                           |
| 1966 | 20-а      | • Жан-Поль Бельмондо — «Божевільний П'єро» за роль Фердинанда Гріффона                                                 |                                                                                           |
| 1966 | 20-а      | • Оскар Вернер — «Шпигун, що прийшов з холоду» за роль Фідлера                                                         |                                                                                           |
| 1967 | 21-а      | |                                                                                           |
| 1967 | 21-а      | • Род Стайгер — «Спекотної ночі» за роль Білла Гілеспі                                                                 |                                                                                           |
| 1967 | 21-а      | • Сідні Пуатьє — «Задушливою південною ніччю» за роль детектива Верджіла Тібса                                         |                                                                                           |
| 1967 | 21-а      | • Орсон Уеллс — «Фальстаф» за роль Джона Фальстафа                                                                     |                                                                                           |
| 1967 | 21-а      | • Воррен Бітті — «Бонні і Клайд» за роль Клайда Берроу                                                                 |                                                                                           |
| 1968 | 22-а      | | • Спенсер Трейсі — «Вгадай, хто прийде до обіду?» за роль Метта Дрейтона                  |
| 1968 | 22-а      | • Рон Муді — «Олівер!» за роль Феджіна                                                                                 |                                                                                           |
| 1968 | 22-а      | • Нікол Вільямсон — «Гармата Бофора» за роль О'Рурка                                                                   |                                                                                           |
| 1968 | 22-а      | • Тревор Говард — «Атака легкої кавалерії» за роль лорда Кардігана                                                     |                                                                                           |
| 1969 | 23-а      | | • Дастін Гоффман — «Джон і Мері» за роль Джона і «Опівнічний ковбой» за роль Енріко Різзо |
| 1969 | 23-а      | • Нікол Вільямсон — «Неприпустимий доказ» за роль Мейтленда                                                            |                                                                                           |
| 1969 | 23-а      | • Алан Бейтс — «Закохані жінки» за роль Руперта Біркіна                                                                |                                                                                           |
| 1969 | 23-а      | • Волтер Маттау — «Таємне життя американської дружини» за роль Кінозірки                                               |                                                                                           |